# Weezer
Weezer – amerykańska grupa rockowa z Los Angeles w Kalifornii.

## Historia
Zespół powstał w 1992 roku w Los Angeles. Jego założycielami byli Rivers Cuomo, Patrick Wilson, Matt Sharp i Jason Cropper. W 1993 roku podpisali kontrakt z wytwórnią DGC (później Interscope), w której wydali większość swoich płyt. Podczas nagrań pierwszego albumu („The Blue Album”) z zespołu został wyrzucony Jason Cropper. Jego miejsce zajął Brian Bell. Debiutancki album okazał się wielkim sukcesem głównie dzięki teledyskowi stylizowanemu na popularny w USA sitcom Happy Days do piosenki Buddy Holly, który był również dodawany do każdej płyty z Windowsem 95.
Drugi album, Pinkerton, został przyjęty chłodno, głównie z powodu zmiany brzmienia na mroczniejsze i momentami trudniejsze pod względem treści. W związku z porażką komercyjną i śmiercią dwóch bliskich przyjaciółek zespołu kierujących także ich fanklubem, zespół w latach 1997–2000 miał przerwę. W tym czasie z zespołu odszedł basista i jeden z założycieli Matt Sharp, jego miejsce zajął Mikey Welsh, a Rivers Cuomo planował wydanie solowej płyty jako Homie, która ostatecznie się nie ukazała. Jedynym znakiem aktywności była wydana na składance-hołdzie dla zespołu Pixies ich wersja piosenki Velouria. W 2000 roku Weezer wrócił by zagrać kilka koncertów w Japonii, które wypadły tak dobrze, że podjęto decyzję o zarejestrowaniu nowego albumu. Weezer („The Green Album”), znany też jako zielony album z powodu koloru okładki, wyszedł w roku 2001 i był kolejnym wielkim sukcesem zespołu na skalę międzynarodową. Podczas trasy promocyjnej Welsh został usunięty z zespołu z powodu kłopotów psychicznych, a jego miejsce zajął Scott Shriner, grający w zespole do dziś. Z nim w składzie zespół nagrał 5 albumów. W 2010 roku ukazał się album Hurley.
Dziewiąty i dziesiąty album zespołu, „Everything Will Be Alright in the End” (2014) i „White Album” (2016), powróciły do stylu rockowego i uzyskały bardziej pozytywne recenzje. Ich jedenasty album pt. „Pacific Daydream” (2017), zawierał bardziej popularne popowe brzmienie. W 2019 roku Weezer wydali album z coverami: „Teal Album”, a następnie nowy studyjny album „Czarny Album”.

## Muzycy
- Brian Bell – gitara, śpiew
- Rivers Cuomo – śpiew, gitara
- Scott Shriner – gitara basowa, śpiew
- Patrick Wilson – perkusja

### Byli członkowie zespołu
- Jason Cropper – gitara, śpiew (1992–1993)
- Matt Sharp – gitara basowa, śpiew (1992–1997)
- Mikey Welsh – gitara basowa, śpiew (1998–2001)

## Dyskografia

### Albumy
- Weezer („The Blue Album” 1994)
- Pinkerton (1996)
- Weezer („The Green Album” 2001)
- Maladroit (2002)
- Make Believe (2005)
- Weezer („The Red Album” 2008)
- Raditude (2009)
- Hurley (2010)
- Everything Will Be Alright in the End (2014)
- Weezer („The White Album” 2016)
- Pacific Daydream (2017)
- Weezer („The Teal Album” 2019)
- Weezer („The Black Album” 2019)
- OK Human (2021)
- Van Weezer (2021)
- SZNZ: Spring (2022)
- SZNZ: Summer (2022)
- SZNZ: Autumn (2022)
- SZNZ: Winter (2022)

### Kompilacje i inne
- Weezer Deluxe (2004)
- Pinkerton Deluxe (2010)
- Death to False Metal (2010)

### Single
- Undone – The Sweater Song (1994)
- Buddy Holly (1994)
- Say It Ain’t So (1995)
- El Scorcho (1996)
- The Good Life (1997)
- Hashpipe (2001)
- Island In The Sun (2001)
- Dope Nose (2002)
- Keep Fishin (2003)
- Beverly Hills (2005)
- We Are All On Drugs (2005)
- Perfect Situation (2005)
- Pork And Beans (2008)
- Troublemaker (2008)
- (If You’re Wondering If I Want You To) I Want You To (2009)
- Represent (2010)
- I’m Your Daddy (2010)
- Memories (2010)

### EP
- The Lion and The Witch (2002)
- Christmas with Weezer (2008)

### Inne
- My Name Is Jonas (1995) – anulowany singiel, wydany jako promo w ograniczonej ilości
- The Good Life – The OZ EP” (1997) – wydane tylko w Australii
- Pink Triangle (1997) – anulowany singiel, wydany jako promo w ograniczonej ilości
- Christmas CD (2000) – EP limitowane do 1000 sztuk, później wydane przez iTunes jako Winter Weezerland
- Photograph (2001) – singiel wydany tylko w Japonii
- This Is Such A Pity (2006) – singiel wydany tylko dla radia
- The Greatest Man That Ever Lived (2008) – singiel wydany tylko dla iTunes